# TAB Technik am Bau
tab ist eine Fachzeitschrift für technische Gebäudeausrüstung und richtet sich an Fachingenieure für Heizung, Lüftung, Klima, Kälte, Sanitär, Elektro, MSR, Gebäudeautomation, Fördertechnik und Regenerative Energien – und behandelt damit die komplette thematische Bandbreite der Versorgungstechnik. Die tab ist Organ des BTGA, des Bundesindustrieverbandes Technische Gebäudeausrüstung e. V. und erscheint seit 1970 im Bauverlag BV GmbH, Gütersloh.

## Inhalt
Sowohl Fachbeiträge zu einzelnen Gewerken als auch umfangreiche Bauanalysen unter dem Aspekt des gesamten technischen Ausbaus mit Abbildungen, Tabellen, Verlegeplänen, Schaltschemata und maßstabsgerechten, im eigenen Zeichenatelier angefertigten Zeichnungen bilden den inhaltlichen Schwerpunkt. Das Thema Energiebedarf bei Neubauten und der Sanierung nimmt einen wesentlichen Teil der Berichterstattung ein. Dazu kommen aktuelle Berichte und Vorstellungen neuer Produkte. Darüber hinaus bietet die tab zusätzliche, praxisrelevante Inhalte zu Recht & Beruf, Betriebsorganisation, Rationalisierung am Bau, Fördermöglichkeiten und Zertifizierungen. Ein eigener Teil speziell für Studierende und Berufseinsteiger enthält verständlich aufbereitetes Grundlagenwissen und hilfreiche Unterstützung für die Karriereplanung.